# Acta Scientiarum Mathematicarum
Acta Scientiarum Mathematicarum est une revue mathématique publiée par l'Institut mathématique János Bolyai (en) de l'université de Szeged. Elle a été créée en 1922 par  Alfréd Haar et Frigyes Riesz. Le rédacteur en chef est actuellement Lajos Molnár.
Le journal a changé plusieurs fois de nom : Acta Litterarum ac Scientiarum. Regiae Universitatis Hungaricae Francisco-Josephinae. Sectio Scientiarum Mathematicarum de 1922 à 1940, dans les années 1940, il s'appelait Acta Universitatis Szegediensis. Sectio Scientiarum Mathematicarum.
Le journal publie un volume annuel, composé de 4 numéros. Fréquemment, deux numéros sont groupés en un seul cahier.
Le journal est indexé, et les résumés sont publiés dans  Scopus, dans Mathematical Reviews  et dans  Zentralblatt MATH.